# Peter Stormare
Peter Stormare (født 27. august 1953 som 	Peter Ingvar Rolf Storm) er en svensk skuespiller. Med sin evne til at efterligne accenter har Peter Stormare slået sit navn fast i Hollywood som en meget brugt birolleskuespiller, der ofte bruges i roller som europæer af skiftende nationaliteter.
På teatret har han spilllet rollen som Hamlet i en række lande, men fik sit gennembrud på film som den tavse Gaear Grimsrud i Fargo.

## Filmografi i udvalg

### Film
- Fanny og Alexander (1982)
- Livet længe leve (1990)
- Fargo (1996)
- The Lost World: Jurassic Park (1997)
- Armageddon (1998)
- The Big Lebowski (1998)
- Hamilton (1998)
- 8mm (1999)
- Chocolat (2000)
- Dancer in the Dark (2000)
- Minority Report (2002)
- Windtalkers (2002)
- Bad Company (2002)
- Bad Boys II (2003)
- The Brothers Grimm (2005)
- Constantine (2005)
- Nacho Libre (2006)
- Forvarsel (2007)
- The Imaginarium of Doctor Parnassus (2009)
- Jægerne - tilbage til vildmarken (2011)

### Tv
- Seinfeld (1998), en episode
- Hitler: The Rise of Evil (2003) miniserie
- Joey (2004), en episode
- Prison Break (2005-2006)
- Monk (2008)
- Boot Camp (2008)
- Entourage (2009)